# Balade entre les tombes
Pour plus de détails, voir Fiche technique et Distribution.
Balade entre les tombes ou Entre les tombes au Québec (A Walk Among the Tombstones) est un film américain écrit et réalisé par Scott Frank et sorti en 2014.
Il s'agit de l'adaptation du roman du même titre de Lawrence Block (1992), dixième volume d'une série de romans mettant en scène le détective privé Matt Scudder. À sa sortie, le film reçoit des critiques partagées et ne réalise pas de grosses performances au box-office.

## Synopsis
New York, 1991. L'inspecteur du NYPD Matt Scudder abat trois hommes qui venait de tuer le gérant d'un bar de Washington Heights, dans lequel Matt buvait bien qu'étant en plein service.
1999. Matt a quitté la police et est désormais détective privé mais sans licence officielle. Il rend ainsi service à diverses personnes, en échange de « cadeaux ». Peter Kristo, jeune homme rencontré aux Alcooliques anonymes, lui demande d'aider son frère, Kenny, qui vit à Clinton Hill. Kenny lui explique que sa femme Carrie a été kidnappée. Malgré le versement d'une rançon de 400 000 $, elle a tout de même été tuée. Du fait de ses activités criminelles, Kenny n'a pas voulu contacter les forces de l'ordre. Sur les conseils de son frère, il fait donc appel à Matt pour qu'il retrouve les ravisseurs. D'abord réticent, Matt finit par accepter sa proposition.
Lors de ses investigations, il fait des recherches dans les archives journalistiques à la New York Public Library. Il y fait la connaissance de T. J., un jeune Afro-Américain sans-abri plutôt doué en nouvelles technologies. T.J. l'aide à retrouver une affaire similaire : le corps démembré d'une femme, Leila Andresen, découvert au cimetière de Green-Wood. Là-bas, Matt croise le gardien des lieux, Jonas Loogan.
Matt s'entretient ensuite avec Reuben Quintana, ancien petit-ami de Leila, qui lui raconte comment la jeune femme a été enlevée par trois hommes. L'ancien policier comprend que, comme Kenny Kristo, Reuben est trafiquant de drogues. Matt fait par ailleurs le lien avec un autre meurtre de femme, celui de Marie Gotteskind, agent sous couverture de la DEA. Il comprend également que Jonas Loogan a aidé les deux hommes responsables des meurtres. Ce dernier se confie à Matt et lui donne plusieurs informations sur ces deux mystérieux tueurs, avant de suicider. Matt soupçonne qu'ils pourraient être d'ancien membres de la DEA.
Matt se fait ensuite embarquer par de vrais agent de la DEA qui sont sur le dos de Kenny. Rapidement relâché, il rend visite à Peter. Il a a compris que c'est lui qui avait informé la DEA sur les activités de son propre frère. Peter avait ainsi contacté Marie Gotteskind de la DEA pour tout balancer. Mais celle-ci a été tué par les deux mystérieux hommes qui lui ont ensuite volé ses dossiers. Entre-temps, Matt se rend au chevet de T. J., tabassé par deux gangsters auxquels il avait volé un pistolet. À l'hôpital, il révèle au jeune garçon pourquoi il a quitté la police après la fusillade survenue à Washington Heights, 8 ans plus tôt.
Ray et Albert, les deux tueurs, kidnappent ensuite Lucia, la fille de 14 ans de Yuri Landau, un "collègue" trafiquant de Kenny. Matt se rend alors chez Yuri et l'informe du sort des précédentes victimes malgré le versement des rançons. Matt échange par téléphone avec les ravisseurs et les pousse à garder Lucia en vie. Il exige d'avoir notamment une preuve que l'adolescente est encore en vie.
Matt leur fixe rendez-vous au cimetière. Il les y attend avec Peter, T. J., Yuri et Kenny. Ils parviennent à récupérer Lucia mais un fusillade éclate. Peter est tué et Ray gravement touché. Mais ce dernier parvient à s'échapper avec son complice. Matt parvient finalement à les retrouver grâce à T. J., qui s'était introduit dans leur camionnette. Sur place, ils tombent sur le corps de Ray, tué par Albert. Alors que Matt décide de le livrer à la police, Kenny préféré le tuer pour venger sa femme. Matt préfère partir avec T. J., avant de finalement revenir sur ce choix. Il retourne dans la maison et y découvre le corps de Kenny. Il affronte Albert qu'il parvient à neutraliser. Il retourne ensuite chez lui et regarde T. J. qui dort dans son canapé.

## Fiche technique
Sauf indication contraire, les informations mentionnées dans cette section peuvent être confirmées par la base de données cinématographiques IMDb,  présente dans la section « Liens externes ».
- Titre original : A Walk Among the Tombstones
- Titre français : Balade entre les tombes
- Titre québécois : Entre les tombes[1]
- Réalisation : Scott Frank
- Scénario : Scott Frank, d'après le roman La Balade entre les tombes de Lawrence Block
- Musique : Carlos Rafael Rivera
- Direction artistique : Jonathan Arkin
- Décors : David Brisbin
- Costumes : Betsy Heimann
- Photographie : Mihai Malaimare Jr.
- Son : Branden Spencer et Wylie Stateman
- Montage : Jill Savitt
- Production : Danny DeVito, Brian Oliver, Michael Shamberg et Stacey Sher
- Sociétés de production : Cross Creek Pictures, 1984 Private Defense Contractors, Double Feature Films, Double Feature Films et Jersey Films
- Sociétés de distribution : Universal Pictures (Etats-Unis), Metropolitan Filmexport (France)
- Budget : 28 millions de dollars[2],[3]
- Pays de production :  États-Unis
- Langue originale : anglais
- Format : couleur - 35 mm - 2.35 : 1 - son Dolby numérique
- Durée : 114 minutes
- Genre : thriller, policier, drame
- Dates de sortie :
  - États-Unis, Canada : 19 septembre 2014
  - France : 15 octobre 2014
- Interdit aux moins de 12 ans lors de sa sortie en France

## Distribution
- Liam Neeson (VF : Frédéric van den Driessche - VQ : Éric Gaudry) : Matthew « Matt » Scudder
- Dan Stevens (VF : Axel Kiener - VQ : Maël Davan-Soulas) : Kenny Kristo
- Razane Jammal : Carrie Kristo
- Boyd Holbrook (VF : Alexis Tomassian - VQ : Éric Bruneau) : Peter Kristo
- Sebastian Roché (VF : Emmanuel Gradi - VQ : Sylvain Hétu) : Yuri Landau
- Danielle Rose Russell : Ludmilla « Lucia » Landau
- Ólafur Darri Ólafsson (VF : Christophe Lemoine - VQ : Thiéry Dubé) : James Loogan
- David Harbour (VF : Bernard Lanneau - VQ : Daniel Picard) ) : Ray
- Whitney Able : Denise
- Mark Consuelos (VF : Alexandre Gillet) : Reuben Quintana
- Brian Bradley (en) (VF : Gabriel Bismuth-Bienaimé - VQ : Samuel Jacques) : T. J.
- Adam David Thompson : Albert
- Maurice Compte : Danny Ortiz
- Marina Squerciati : une hôtesse
- Laura Birn : Leila Andersson
- Marielle Heller : Marie Gotteskind
- Novella Nelson : la bibliothécaire
- Stephanie Andujar : la caissière
- Eric Nelsen (en) : Howie
- John Mitchell : Charlie, le patron du bar

Sources et légendes : version française (VF) sur AlloDoublage ; version québécoise (VQ) sur Doublage Québec

## Production
Le projet dadaptation du roman A Walk Among the Tombstones de Lawrence Block était en projet depuis des années, avec un script de Scott Frank. Son intrigue est globalement fidèle à l'histoire initiale du roman, tout en coupant plusieurs intrigues et personnages secondaires. En 2002, Harrison Ford est attaché au rôle principal alors que la réalisation est confiée à D. J. Caruso. En mai 2012, Liam Neeson est finalement annoncé pour incarner Matt Scudder alors que Scott Frank obtient le poste de réalisateur. La production démarre en février 2013.
Le tournage a lieu à Brooklyn, dont le cimetière de Green-Wood, le Sunset Park (en) et le Clinton Hill, à Queens, dont le College Point et le Malba, et à Manhattan, dont la New York Public Library et le Washington Heights,. Invité sur le plateau, l'auteur Lawrence Block déclare à propos du choix de Liam Neeson : « Les lecteurs me demandent souvent qui serait mon Matt Scudder idéal, et je change généralement de sujet. Mais maintenant, je peux vous dire que, depuis que je l'ai vu dans Michael Collins, Neeson figure en tête de ma liste de souhaits Scudder personnelle. Je ne pourrais pas être plus heureux ni de la star ni du scénariste/réalisateur, tous deux de véritables artistes et de brillants professionnels. Mon livre est entre de bonnes mains. »

## Musique
La musique du film est composée par Carlos Rafael Rivera, dont la bande originale est éditée en 2014 par Varèse Sarabande, :
1. Main Title (2:47)
2. We Got Your Wife… (1:04)
3. Kenny's Story (2:30)
4. Red Hook (2:27)
5. Ray and Albert (1:29)
6. Matt Scudder (0:58)
7. Matt Follows Loogan (1:29)
8. Finding Loogan's Shed (1:45)
9. Ray Cases the House (1:07)
10. Drive to the Cemetery (2:24)
11. Among the Tombstones (3:22)
12. Kenny in the Basement (4:41)
13. Aftermath / Reprise (4:44)

On peut également entendre des chansons dans le film :
 Sauf indication contraire, les informations mentionnées dans cette section peuvent être confirmées par la base de données cinématographiques IMDb,  présente dans la section « Liens externes ».
- Atlantis, de Donovan
- Carrie Anne (en), de The Hollies
- Crank, de Dror Mohar
- Black Hole Sun

## Sortie et accueil

### Critique
Sur l'agrégateur américain Rotten Tomatoes, le film récolte 67 % d'opinions favorables pour 158 critiques. Sur Metacritic, il obtient une note moyenne de 57⁄100 pour 36 critiques.
En France, le site Allociné propose une note moyenne de 3,3⁄5 à partir de l'interprétation de critiques provenant de 13 titres de presse.

### Box-office
| Pays ou région     | Box-office      | Date d'arrêt du box-office | Nombre de semaines |
| ------------------ | --------------- | -------------------------- | ------------------ |
| France             | 202 814 entrées | -                          | -                  |
| États-Unis, Canada | 26 307 600 $    | 23 octobre 2023            | 5                  |
| Total mondial      | 58 834 384 $    | -                          | -                  |